# Dominik Plangger
Dominik Plangger (* 14. Februar 1980 in Schlanders) ist ein Südtiroler Musiker, Singer-Songwriter, Liedermacher, Autor und Komponist.

## Leben und Wirken
Dominik Plangger ist der Sohn von Friederike Plangger, geb. Moser, und Ernst Plangger. Er wuchs in Stilfs (Südtirol) gemeinsam mit einem älteren Bruder auf. Im Alter von sechs Jahren erhielt er Gitarrenunterricht. Die Mittelschule brach er ohne Abschluss ab und absolvierte von 1995 bis 1998 eine Lehre als Maler und Lackierer.
Mit 16 Jahren hatte er in Bars erste öffentliche Auftritte als Solokünstler mit Coversongs und gründete mit Freunden die Thrash-Metal-Band Grave Maid, die von 1996 bis 1998 bestand und 1997 den Bandwettbewerb Rampe gewann.
Um das Jahr 2000 ergab sich eine enge Zusammenarbeit mit Jan Langer und Thomas Lamprecht, die sich später mit Daniel Faranna, Markus Prieth und Veronika Egger zur Gruppe Opas Diandl zusammenschlossen. Gemeinsam mit Langer, Lamprecht und dem Meraner Gitarristen Andreas Unterholzner begann eine zweijährige Tätigkeit in wöchentlichen Jam-Sessions und regelmäßigen Auftritten im Buschenschank, zugehörig zu Schloss Juval. Mit Freddy Badliner (Gitarre), Simone Riva (Schlagzeug) und Sergio Colombo (Bass) gründete er die Band Missing Mary Chain mit Schwerpunkt auf Covers des 1960er- und 1970er-Jahre-Rocks, vor allem Creedence Clearwater Revival. Die Band tourte im norditalienischen Raum, in Österreich und in der Schweiz.
Etwa zur gleichen Zeit begann Plangger, eigene Songs zu schreiben, die er gemeinsam mit Philipp Makolies (später Gitarrist bei Polarkreis 18) im Wohnzimmer aufnahm.
Neben seiner Tätigkeit als Musiker arbeitete er für seinen Lebensunterhalt in verschiedenen Jobs, unter anderem in Kanada, wo er ein Blockhaus aufbaute und als Touristenführer tätig war. Seit 2004 übernimmt er regelmäßig im Sommer als Hirte eine Alm.
2008 begann er mit der Produktion seiner ersten CD „Gestern noch“. Das Jahr 2009 verbrachte er mit Unterbrechungen in Galway (Irland), wo er als Straßenmusikant sowie im Pub Roisin Dubh auftrat. Im Sommer 2009 wirkte er als Vorgruppe von Reinhard Mey und Konstantin Wecker bei den Songs an einem Sommerabend im Kloster Banz in Bad Staffelstein mit und erhielt dort den Nachwuchsförderpreis für junge Liedermacher der Hanns-Seidel-Stiftung. Dieser Auftritt und die Bekanntschaft mit Konstantin Wecker wurden richtungsweisend und bildeten den Grundstein für seine musikalische Karriere außerhalb Südtirols. Wecker zeigte sich so begeistert von Planggers Version des Songs Buonanotte Fiorellino des italienischen Liedermachers Francesco De Gregori, dass er eine eigene deutsche Version aufnahm und es 2016 bei den Songs an einem Sommerabend gemeinsam mit ihm vortrug. Es folgte eine gemeinsame Tour und eine bis heute anhaltende Freundschaft.
Ende des Jahres 2009 übersiedelte Plangger nach Wien. Es folgten regelmäßige Auftritte vor großem Publikum bei den Songs an einem Sommerabend in Bad Staffelstein, wo er 2011 die Bekanntschaft von Arlo Guthrie machte.
Dominik Plangger gehörte zu den ersten Künstlern des Labels Sturm & Klang von Konstantin Wecker.

Die CD-Produktionen „Am Fenster“, „hoffnungsstur“ und „trans\alplantisch“ folgten im Abstand von zwei bis drei Jahren. 2017 lernte er den britischen Singer-Songwriter Allan Taylor kennen und veröffentlichte dessen Song „Los Companeros“ in einer deutschen Übersetzung als YouTube-Video, später erschien es auf dem Album „Decennium“. Der deutsche Liedermacher Hannes Wader lobte den Song für die gelungene Übersetzung und die gute Umsetzung. 2020 veröffentlichte Plangger die Single „namenlose“ auf YouTube und als digitalen Download. Der Song ist eine deutsche Übersetzung des Titels „Deportee“ von Woody Guthrie. Während der Produktion stand Plangger in Kontakt mit Guthries Tochter Nora Guthrie, die Planggers Interpretation des Songs wie folgt kommentierte:

"My father wrote Deportee to highlight the epic tale that seems to repeat itself over and over again throughout history; the exclusion and expulsion of groups of peoples, whether they be refugees, migrants, or others "not wanted". Dominik has pointed us, once again, in this direction. To confront our sense of brotherhood, or lack of brotherhood, with this sobering yet loving adaptation of my father's song."

„Mein Vater schrieb Deportee, um die epische Geschichte hervorzuheben, die sich im Laufe der Geschichte immer wieder zu wiederholen scheint; die Ausgrenzung und Vertreibung von Völkergruppen, seien es Flüchtlinge, Migranten oder andere „Unerwünschte“. Dominik hat uns noch einmal in diese Richtung gewiesen. Um unserem Gefühl der Brüderlichkeit oder des Mangels an Brüderlichkeit mit dieser ernüchternden, aber liebevollen Adaption des Liedes meines Vaters entgegenzutreten.“

Der Song stieg in der Liederbestenliste im Juni 2020 auf Platz 4 ein. 2022 veröffentlichte er es auf seinem Album Ansichtshalber.
Im Mai 2021 nahm Plangger während der Corona-Epidemie in einer Videoschaltung zusammen mit Hubert Dorigatti den Song Stuff that Works von Guy Clark in Erinnerung an den 2016 verstorbenen Musiker auf.

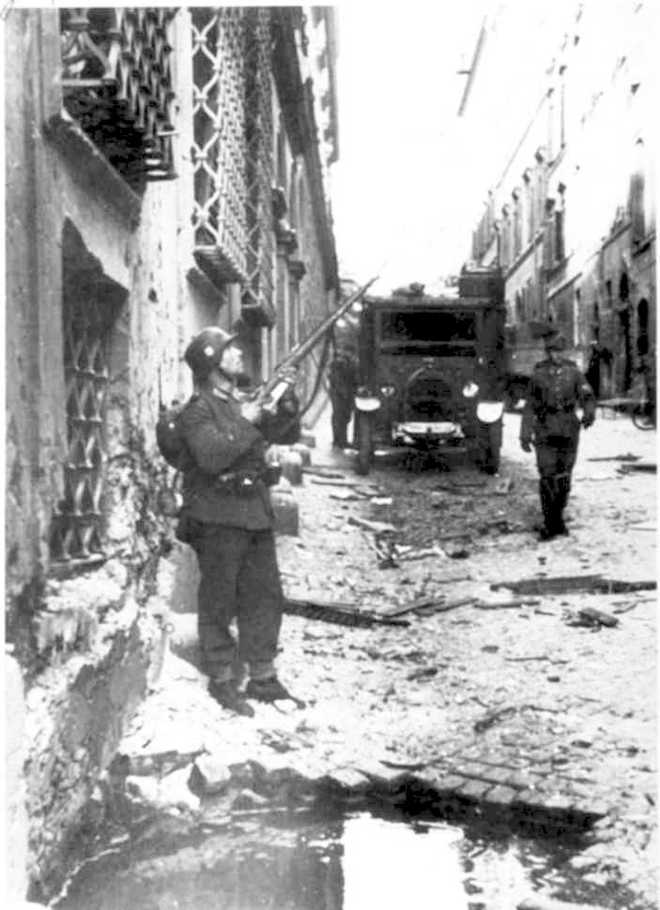
Deutsche Soldaten in der Via Rasella, unmittelbar nach dem Attentat vom 23. März 1944

Am 7. Juni 2024 veröffentlichte Plangger die erste Single Via Rasella des neuen Albums „Limes“. Sie erzählt von einem Bombenanschlag in Rom im Jahr 1944. Nach dem Tod seiner Großmutter wollte Plangger mehr über seinen Urgroßvater erfahren, der bei dem Attentat in der Via Rasella ums Leben gekommen war. Der italienische Komponist Ennio Morricone war Zeuge dieses Attentats, das zum Massaker in den Ardeatinischen Höhlen am 24. März 1944 führte.

## Privates
2009 lernte Plangger die Wiener Geigerin Claudia Fenzl kennen, die er im März 2017 heiratete und die seither mit ihm zusammen musiziert. Die gemeinsame Tochter wurde im Dezember 2017 geboren.

## Auszeichnungen
- 2009: Förderpreis für junge Liedermacher der Hanns-Seidel-Stiftung
- 2013: Platz 3 bei der Liederbestenliste mit „Mein Freund der Afghane“
- 2020: November, Platz 1 bei der Liederbestenliste mit „Namenlose“ (Direkteinstieg)

## Diskografie
→ siehe Artikel Liste der Lieder von Dominik Plangger

### Studioalben
- 2008: Gestern noch
- 2010: Am Fenster
- 2013: hoffnungsstur
- 2015: trans\alplantisch
- 2019: Decennium
- 2022: Ansichtshalber
- 2024: Limes

### Singles
- 2020: namenlose

- 2024: Via Rasella

### Mitwirken auf Alben anderer Künstler
- seit 2009: Veröffentlichungen auf den Samplern „Songs an einem Sommerabend“, zum Beispiel 2011, 2014 und 2016
- 2015: Tyrol: Alp

- 2017: Papermoon: It's only a Papermoon
- 2018: Konstantin Wecker Solo: Live aus dem Radiokulturhaus Edition Ö1
- 2019: Andy Weis: Gib alles nur nicht auf
- 2021: Tage der Kommune: Die Lieder der Commune (Songbeitrag: Die im Schatten leben)

### Kollaborationen mit anderen Künstlern
- 2013 Tour mit Cynthia Nickschas
- 2016 gemeinsamer Auftritt mit Gaby Moreno bei den Songs an einem Sommerabend
- 2018 mit Papermoon: Cover von Adriano Celentanos „Il Ragazzo della Via Gluck“